# Fusiplata minuta
Fusiplata minuta är en insektsart som beskrevs av Irena Dworakowska 1993. Fusiplata minuta ingår i släktet Fusiplata och familjen dvärgstritar. Inga underarter finns listade i Catalogue of Life.